# Regine Sauter

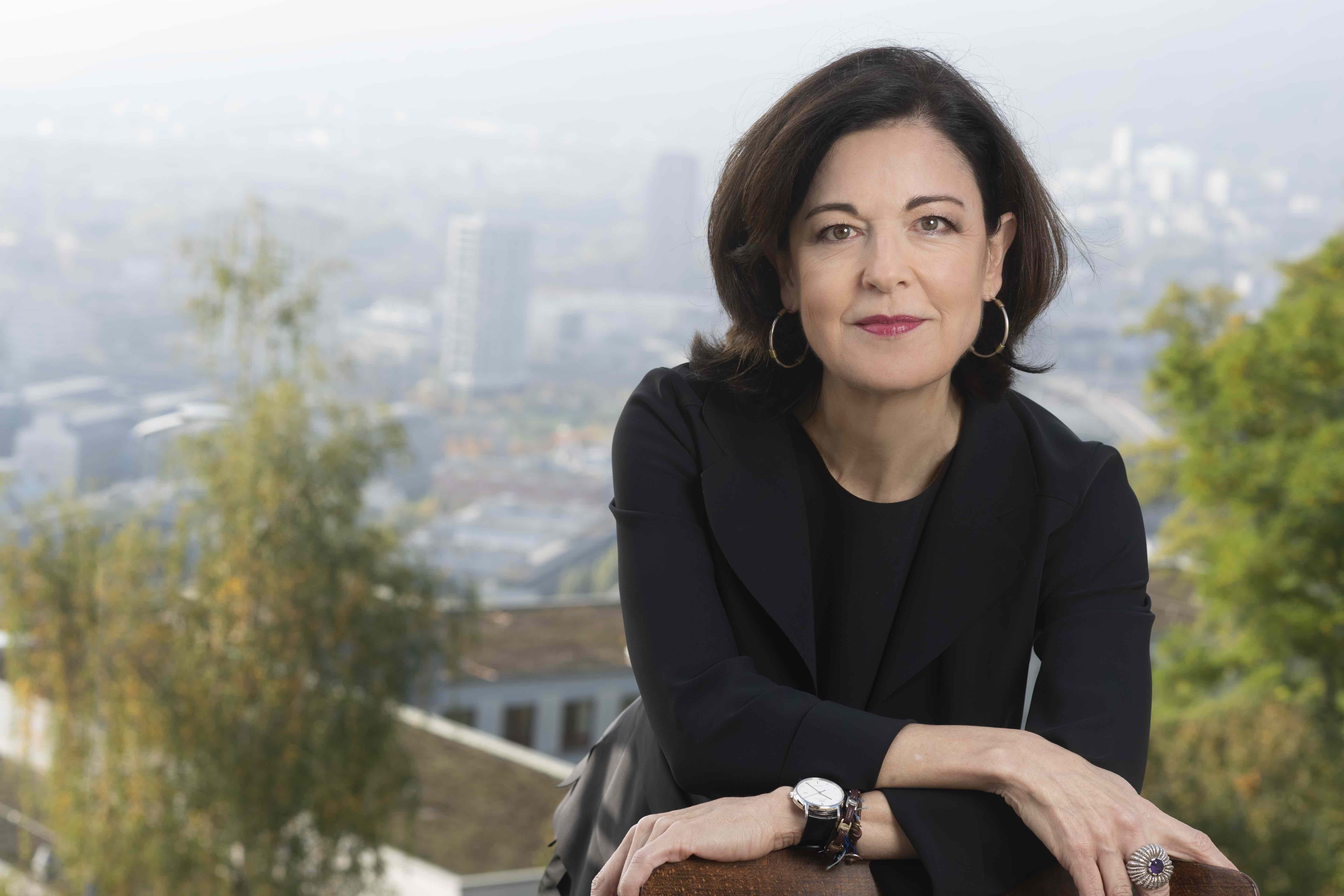
Regine Sauter (2023)

Regine Martina Sauter (* 16. April 1966 in Schaffhausen; heimatberechtigt in Arbon und Küsnacht) ist eine Schweizer Politikerin (FDP.Die Liberalen).

## Ausbildung und Beruf
Regine Sauter ist in Flurlingen im Kanton Zürich aufgewachsen und ging auf die Kantonsschule Schaffhausen. Von 1986 bis 1991 studierte sie Staatswissenschaften an der Universität St. Gallen. 1995 promovierte sie mit einer Dissertation im Bereich Datenschutz. 2002 liess sie sich für einen Executive MBA in St. Gallen und Berkeley weiterbilden. Seit Juli 2012 ist sie Direktorin der Zürcher Handelskammer. In dieser Funktion nimmt sie Einsitz u. a. im Geschäftsführerausschuss von economiesuisse, im Vorstand der Schweizer Industrie- und Handelskammern, in der Stiftung reater Zurich Area und in der Stiftung Technopark Zürich. Davor war sie im Bereich Kommunikation und öffentliche Verwaltung tätig.

## Engagements und politische Laufbahn
Regine Sauter ist Mitglied der FDP.Die Liberalen Schweiz. 2003 wurde sie als Präsidentin der FDP Kreis 7 gewählt. Von Oktober 2004 bis November 2015 war sie Mitglied im Zürcher Kantonsrat. Bei den Eidgenössischen Wahlen 2015 im Oktober wurde sie in den Nationalrat gewählt. Von 2006 bis 2015 amtete Sauter als Präsidentin der Zürcher Stiftung für Behindertentransporte ProMobil. Bis 2012 war sie Vorstands-Mitglied der Forel-Klinik, die sich auf die Behandlung von Suchterkrankungen spezialisiert hat. Von 2008 bis 2012 war Sauter Präsidentin der Schweizerischen Diabetes-Gesellschaft und von 2008 bis 2011 Vorstandsmitglied der Zürcher Frauenzentrale. Seit 2018 ist Regine Sauter Mitglied des Stiftungsrates am Schweizerischen Institut für Kunstwissenschaft (SIK-ISEA) und seit 2016 Mitglied des Verwaltungsrates der Federas Beratung AG. 2022 wurde sie als erste Frau zur Präsidentin der Zürcher Volkswirtschaftlichen Gesellschaft gewählt. Im Januar 2023 ist sie zur Präsidentin von H+ gewählt worden, dem nationalen Verband für öffentliche und private Spitäler, Kliniken und Pflegestationen. Zudem ist sie u. a. Mitglied im Rotary Club Zürich und beim WWF Schweiz. Sauter kandidierte bei den Parlamentswahlen 2023 für den National- und Ständerat. Sie wurde in den Nationalrat wiedergewählt und trat bei den Ständeratswahlen zugunsten des Ständeratskandidaten der SVP, Gregor Rutz, nach dem ersten Wahlgang aus dem Rennen aus. Für die 52. Legislaturperiode vom 4. Dezember 2023 bis Dezember 2027 ist sie Mitglied der Kommission für Wissenschaft, Bildung und Kultur und der Kommission für Soziale Sicherheit und Gesundheit (Vizepräsidentin 2023 bis 2025).